# Гурджи, Феликс Израилевич
Феликс Израилевич Гурджи (род. 20 января 1940, Ленинград)— советский и российский звукорежиссёр, работавший на Всесоюзной фирме грамзаписи «Мелодия». Известен своим вкладом в развитие звукозаписи классической и популярной музыки в СССР.

## Биография
Феликс Гурджи окончил Хоровое училище имени М. И. Глинки
 и два факультета Ленинградской государственной консерватории имени Н. А. Римского-Корсакова, где получил профессиональное музыкальное образование. В 1970—1990-х годах он работал на фирме грамзаписи «Мелодия», где в качестве художественного руководителя и звукорежиссёра занимался звукозаписью симфонической, камерной и органной музыки, а также отдельных проектов популярной музыки.

## Карьера
В период работы на студии сотрудничал со знаменитыми композиторами: Дмитрием Шостаковичем, Борисом Тищенко, Сергеем Слонимским, Георгием Свиридовым, Андреем Петровым, Александром Кнайфелем и многими другими.
Гурджи зарекомендовал себя как мастер звукозаписи классических произведений. Среди его работ выделяются записи симфоний Людвига ван Бетховена, камерных произведений Дмитрия Шостаковича и других известных композиторов. Его проекты отличались качеством звука и точностью передачи музыкальных деталей, что высоко ценилось профессионалами.
В 1980-х годах Феликс Гурджи также участвовал в записи популярных музыкальных проектов. Среди них — сотрудничество с группой «Аквариум» над альбомом Равноденствие (1987). Этот альбом считается важной вехой в истории советского рока благодаря его концептуальному звучанию и высокому техническому уровню записи.

## Эмиграция и поздние годы
После распада СССР Гурджи эмигрировал в Германию, где на протяжении 10 лет работал на Deutsche Welle в должности звукорежиссёра, а так же занимался преподаванием и консультированием в области звукозаписи.